# 1635 en science
| Années de la science : 1632 - 1633 - 1634 - 1635 - 1636 - 1637 - 1638    |
| Décennies de la science : 1600 - 1610 - 1620 - 1630 - 1640 - 1650 - 1660 |

Cet article présente les faits marquants de l'année 1635 en science.

## Événements

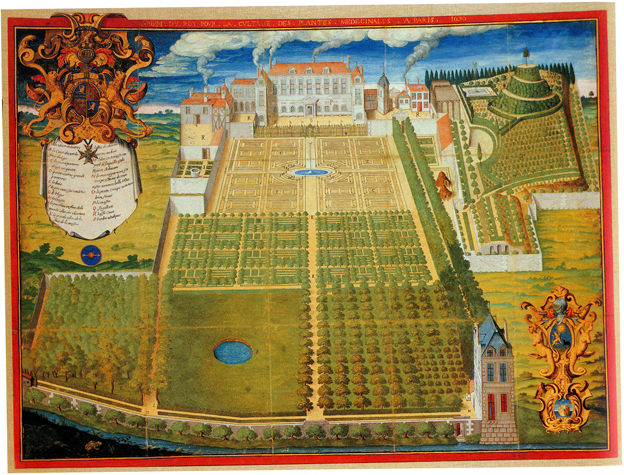
Le Jardin du roi, gravure de Frédéric Scalberge (1636).

- 15 mai : à la suite d'un projet de Guy de La Brosse, après les lettres patentes que Louis XIII avait signées en janvier 1626, et un édit de 1633 déclarant un achat de propriété terrienne sur la terre d'Alez, un nouvel édit royal confirme en ce 15 mai 1635 l'inauguration du Jardin royal des plantes médicinales à Paris[1]. Surnommée le Jardin du roi, cette institution deviendra plus tard, en 1793, à la Révolution, l'actuel Muséum national d'histoire naturelle.
- 23 mai : lettre de Mersenne à Peiresc, qui mentionne pour la première fois son « Academia pariensis », qui annonce la future académie des Sciences établie par Jean-Baptiste Colbert en 1666[2].
- 28 août : Nicolas-Claude Fabri de Peiresc, en répartissant des observateurs tout le long de la Méditerranée, coordonne une observation de l'éclipse lunaire. Ceci lui permet de constater que cette mer est en réalité plus courte de près de 1 000 km que ce que l'on croyait jusqu'alors[3] (rapporté par Gassendi dans sa biographie de Peiresc).

## Publications
- Guillaume de Baillou : Opera medica omnia, Paris, 1635, 4 volumes in-4, et Genève, 1762, posthume ;
- Willem Blaeu : Atlas Novus, 1635, 2 volumes. Atlas comportant 208 cartes et publié en quatre langues ;
- Bonaventura Cavalieri : Geometria indivisibilibus continuorum nova quadam ratione promota où il développe sa méthode des indivisibles conçue vers 1629.
- Paul Guldin : Centrobaryca, seu de centro gravitatis trium specierum quantitatis continuæ libr. IV, Vienne, 1635-1641, 2 vol. in-fol.

## Naissances
- 6 mai : Johann Joachim Becher (mort en 1682), médecin et chimiste allemand.
- 18 juillet : Robert Hooke (mort en 1703), scientifique anglais.
- 22 novembre : Francis Willughby (mort en 1672), ornithologue et ichthyologiste britannique.

- Michael Butterfield (mort en 1724), ingénieur et mathématicien français, d'origine britannique.

## Décès
- 19 février : Franco Burgersdijk (né en 1590), logicien néerlandais.
- 6 septembre : Metius (né en 1571), géomètre et astronome flamand.
- 10 septembre : Johann Faulhaber (né en 1580), mathématicien allemand.
- 22 octobre : Wilhelm Schickard (º 1592), principal précurseur du calcul mécanique[4].

## Source bibliographique
- Jean Marguin, Histoire des instruments et machines à calculer, Hermann, 1994, 99 p. (ISBN 978-2-7056-6166-3)